# 嶄新的日子/黃金之月
《嶄新的日子/黃金之月》（日语：あたらしい日々/黄金の月）是Every Little Thing在2008年8月27日公開的第35首單曲作品。

## 收錄樂曲
- 嶄新的日子
- 黃金之月
- 嶄新的日子（Instrumental）
- 黃金之月（Instrumental）